# Свинторіг
Свинторіг (Швянтарагіс , лит. Šventaragis, біл. Сьвятарог, Сьвінтарог або Швінтарог,пол. Świntorog) — легендарний  литовський князь, з міфічної династії Палемоновичів, син Утенуса, онук Куковійта, праонук Живинбуда.

## Життєпис
За легендою прожив 98 років і правив в 1268–1271 роках. Йому приписується заснування традиції поховального ритуалу при впадінні Вільни (літ. Vilnia, Vilnelė, пол. Wilejka) в Вілію (лит. Neris, пол. Wilija).
За переказами, зафіксованим в літописах, Свинторіг, вибравши місце в гирлі Вильни, наказав своєму сину Гермонту (Скірмонт, Кгірмонт; Germantas, Giermunt) після смерті спалити тут його тіло і надалі тільки в цьому місці здійснювати обрядові спалення трупів литовських князів і бояр. За його іменем місце отримало назву долина Свинторога (Šventaragio slėnis, dolina Świntoroga) в історичному центрі сучасного Вільнюса, що включає  Кафедральну площа і територію парку навколо Замкової гори з вежею Гедиміна і Кафедральним собором.
Згідно з легендою, пізніше князь Гедимін, після полювання заночувавши в цьому священному місці, побачив чудовий віщий сон і заснував столицю — Вільнюс.
Ім'я Свинторога носить коротка вулиця Швянтараге (Šventaragio g.) уздовж південного боку Кафедральної площі.

## Походження імені
Російський лінгвіст В. Топоров пояснював назву і ім'я «Швінтарог» від  литовського  šventas  «свята» і  ragas  «ріг, куток, мис» і порівнював з литовськими топонімів  Šventragis ,  Šventragiai . Тим часом білоруський історик Павло Урбан на підставі варіативності в історичних джерелах імен міфічного князя і князя  Свидригайлов (Швідригайли), а також аналогій з іменами Сьвятаслаў (Сьвентаслаў), Сьвятаполк (Сьвентаполк), Сьвятабор (Сьвентабор) і Сьвятавіт (Сьвентавіт) доводить західноослав'янське походження першої частини імені: Сьвяты — Сьвенты. Друга частина відповідає білоруському слову «рог» та українському «ріг».